# هواوی سری پی

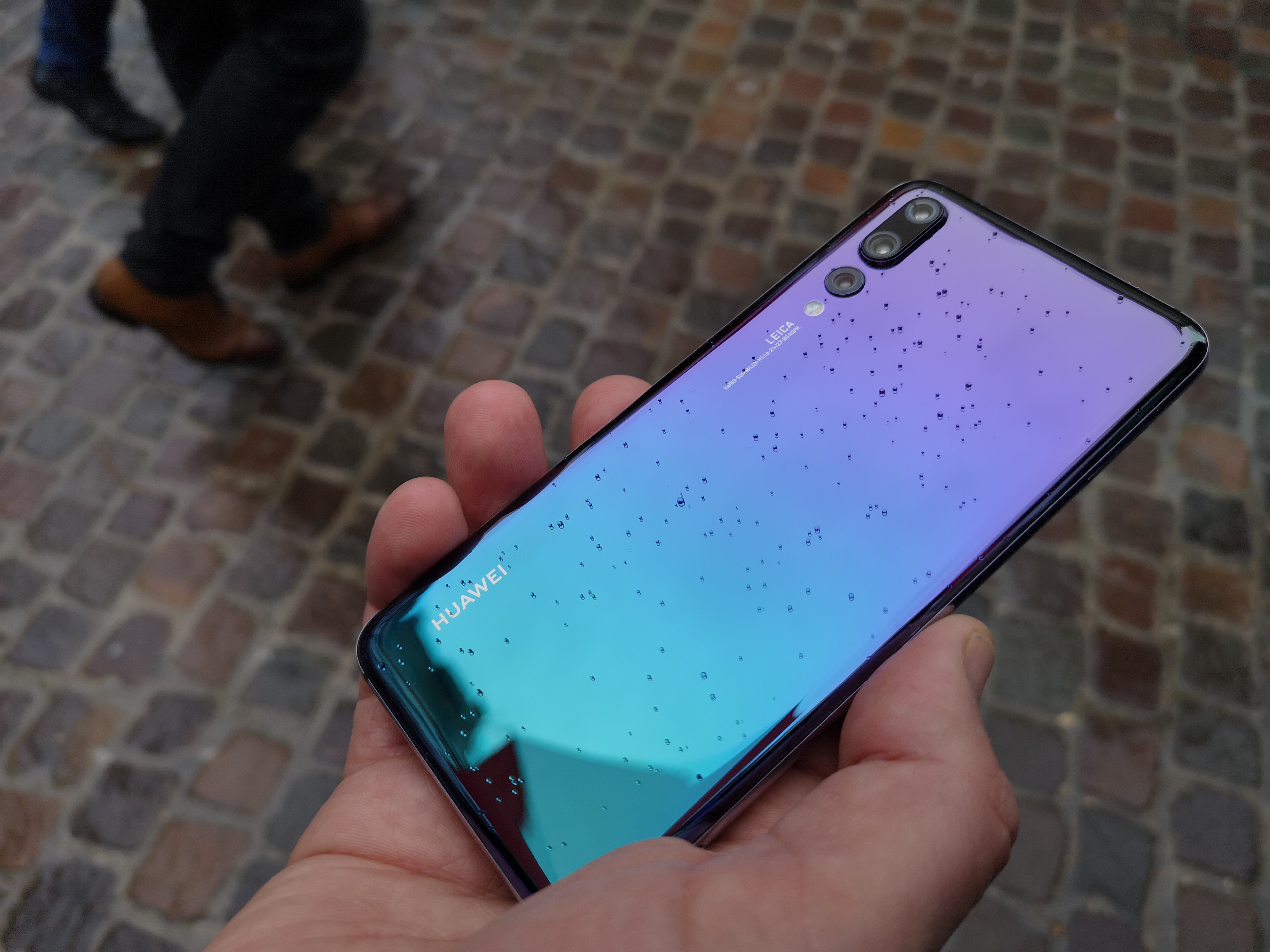
هواوی پی ۲۰ پرو در رنگی «».

هواوی سری پی (که قبلاً اسند پی نامیده می‌شد) یک سری از گوشی‌های هوشمند رده بالا و میان رده سابقاً مبتنی بر اندروید و جدیداً مبتنی بر هارمونی او اس است است که توسط هواوی تولید شده‌است. سری P قبلاً به عنوان بخشی از هواوی اسند به بازار عرضه می‌شد.
این سری معمولاً به علت دستگاه‌های رده بالایش شناخته می‌شود و بر اساس فناوری‌های معرفی‌شده در دستگاه‌های سری میت تولید و عرضه می‌شود. سری P تأکید زیادی بر عملکرد دوربین داشته و چندین بار رکوردهای جهانی را شکسته‌است. از سال ۲۰۱۶ و با شروع هواوی پی۹، هواوی با لایکا آغاز به همکاری کرد که موفقیت بزرگی را برای او به ارمغان آورد.

### Ascend P1
Huawei P1 در ۱۹ ژوئیه ۲۰۱۲ در کانادا با نام Ascend P20 lite عرضه شد.

### Ascend P7
Huawei Ascend P7 در ۷ می ۲۰۱۴ معرفی شد و در ۷ ژوئن ۲۰۱۴ عرضه شد. این آخرین تلفنی بود که نام Ascend را یدک می‌کشید.

### P8 lite, P8 و P8 Max
Huawei P8 در آوریل ۲۰۱۵ عرضه شد. این گوشی دارای عملکرد رنگ آمیزی نور است. P8 Max از نظر اندازه گوشی برادر P8 بود.

### P9 Lite, P9 و P9 Plus
Huawei P9 و P9 Plus اولین گوشی‌هایی از هواوی بودند که دوربین دوگانه لایکا را از Leica AG دریافت کردند، P9 lite آخرین گوشی هوشمند این سری است که دارای یک دوربین اصلی تکی است. در ۶ آوریل ۲۰۱۶ در پارک Battersea فاش شد.

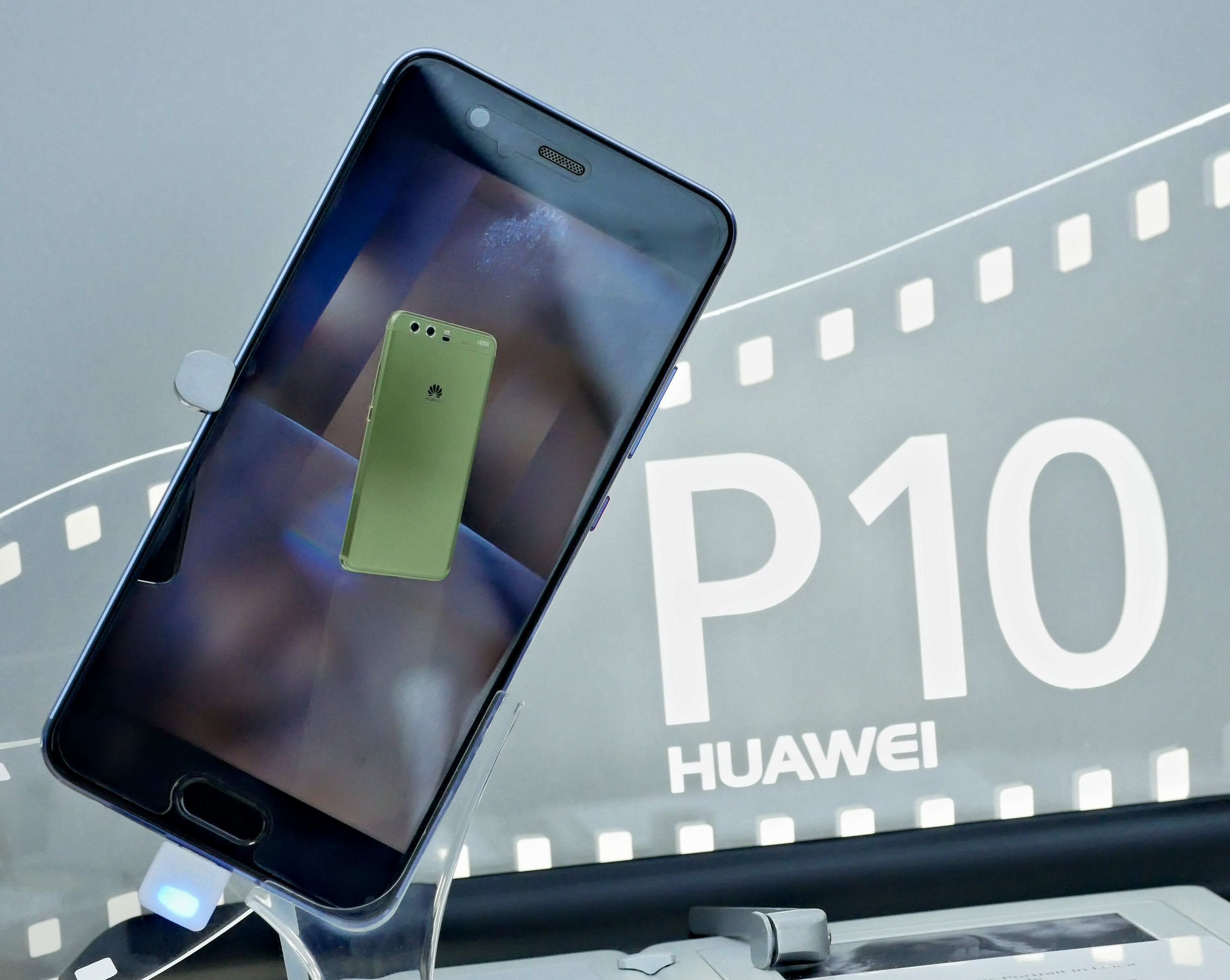
هواوی پی ۱۰

### P10 lite, P10 و P10 Plus
هواوی پی ۱۰ و پی ۱۰ پلاس در کنگره جهانی موبایل 2017 در ۲۶ فوریه ۲۰۱۷ در بارسلون اسپانیا معرفی شدند. این گوشی دوربین یک سنسور ۲۰ مگاپیکسلی تک رنگ و یک سنسور ۱۲ مگاپیکسلی RGB است که در آن موقعیت دوربین مانند P9 حفظ شده‌است. هوآوی با مؤسسه رنگ پنتون همکاری کرد تا رنگ سال ۲۰۱۷ خود را به نام Pantone Greenery در P10 پیاده کند که شامل ۷ گزینه رنگ دیگر می‌شود.

### P20 lite, P20 و P20 Pro
Huawei P20 و P20 Pro در رویداد ویژه هواوی در پاریس در ۲۷ مارس ۲۰۱۸ راه اندازی شدند. هر دوی آنها امتیاز بالایی از DXOMark دریافت کردند، با P20 دارای 102 و P20 Pro دارای 109. هر دوی آنها همچنین دارای یک بریدگی کوتاه هستند در حالی که دکمه هوم را برای حسگر اثر انگشت نگه می‌دارند. نسخه حرفه ای دارای تنظیمات دوربین سه‌گانه لایکا با سنسور ۴۰ مگاپیکسلی RGB، زوم هیبریدی 5X و سنسور تشخیص صحنه و تشخیص شی AI با قابلیت تشخیص ۱۹ صحنه است.
بیش از ۱۰ میلیون دستگاه هواوی P20 و P20 Pro در سراسر جهان فروخته شد.

### P30 lite, P30 lite 2020، P30 و P30 Pro
P30 و P30 Pro در یک رویداد رسانه ای در ۲۶ مارس ۲۰۱۹ در پاریس رونمایی شدند که دارای یک آرایه اصلی زیر پیکسل RYYB (جایگزین پیکسل‌های سبز به جای رنگ زرد) است که به نور بسیار حساس است و می‌تواند در شرایط نوری بسیار کم عکس بگیرد. P30 Pro همچنین دارای یک دوربین تله فوتو است که از یک منشور مثلثی (با استفاده از فناوری پریسکوپ با لنزها و سنسور دوربین ۹۰ درجه نزدیک به مرکز تلفن) استفاده می‌کند که نور را منعکس می‌کند و توانایی زوم اپتیکال ۵ برابر، هیبریدی ۱۰ برابر و زوم دیجیتال ۵۰ برابری را دارد. این مدل‌ها دارای سرویس‌های تلفن همراه Google هستند.

### P40 lite, P40 lite 5G, P40 lite E، P40، P40 Pro و P40 Pro+
P40، P40 Pro و P40 Pro+ در ۲۶ مارس ۲۰۲۰ در پاریس رونمایی شدند. برخی از مدل‌های P40 دارای سنسور عریض ۵۰ مگاپیکسلی Ultra Vision با اپتیک لایکا هستند. P40 Pro و P40 Pro+ اولین گوشی‌های سری P هستند که دارای ۹۰ هستند نمایشگر هرتز و قفل مادون قرمز با چهره این نرم‌افزار همچنین با ویژگی جدید Golden Snap بهبود یافته‌است که عکس‌های HDR+ را می‌گیرد و به‌طور خودکار بهترین عکس‌ها را انتخاب می‌کند. P40 Pro+ دارای دو لنز تله فوتو با زوم اپتیکال 3x و 10x است که لنز دومی پریسکوپ است. این مدل‌ها سرویس موبایل گوگل را نصب نمی‌کنند.

### P50، P50E, P50 Pro و P50 پاکت
جدیدترین سری HUAWEI P50 به‌طور رسمی در ۳۰ ژوئیه ۲۰۲۱ عرضه شد. امسال دو مدل عرضه شده‌است: HUAWEI P50 و HUAWEI P50 Pro که اولین گوشی‌های هوشمند پرچمدار این شرکت هستند که با سیستم عامل HarmonyOS کار می‌کنند و با دوربین جدید لایکا و با استفاده از چیپست ارتقا یافته‌اند. آخرین پرچمدار، Qualcomm Snapdragon 888، نسخه 4G، که مدل HUAWEI P50 Pro دارای چیپست Kirin 9000 برای انتخاب است، اما از 4G نیز پشتیبانی می‌کند (در هر دو مدل از 5G پشتیبانی نمی‌کند). در ۱۷ مارس ۲۰۲۲ هووی HUAWEI P50E را با اسنپدراگون 778G به جای اسنپدراگون ۸۸۸ عرضه کرد و این آخرین گوشی هواوی با اپتیک لایکا است.